# Sirindhornia mirabilis
Sirindhornia mirabilis là một loài thực vật có hoa trong họ Lan. Loài này được H.A.Pedersen & Suksathan mô tả khoa học đầu tiên năm 2002.